# Józef Ciszewski (piłkarz)
Józef Ciszewski (ur. 12 stycznia 1904 w Krakowie, zm. 2 maja 1987 w Warszawie) – polski piłkarz występujący na pozycji napastnika, reprezentant Polski w latach 1925–1934.

## Kariera
W trakcie kariery występował w Cracovii, Legii Warszawa oraz Polonii Warszawa. Z Cracovią mistrz Polski w sezonie 1932. 
W reprezentacji Polski debiutował 30 sierpnia 1925 w meczu z Finlandią w Helsinkach (2:2). Ogółem w latach 1925–1934 rozegrał w drużynie narodowej 14 spotkań i zdobył 3 bramki. Miał na swoim koncie również nieoficjalną grę w barwach reprezentacji Jugosławii.

### Bramki w reprezentacji
| LP | Data             | Miejsce                       | Przeciwnik | Bramka | Rezultat | Ranga meczu     |
| -- | ---------------- | ----------------------------- | ---------- | ------ | -------- | --------------- |
| 1. | 28 września 1930 | Stadion Olimpijski, Sztokholm | Szwecja    | 1:0    | 3:0      | Mecz towarzyski |
| 2. | 28 września 1930 | Stadion Olimpijski, Sztokholm | Szwecja    | 3:0    | 3:0      | Mecz towarzyski |
| 3. | 29 maja 1932     | Igralište Građanskog, Zagrzeb | Jugosławia | 2:0    | 3:0      | Mecz towarzyski |

## Życie prywatne

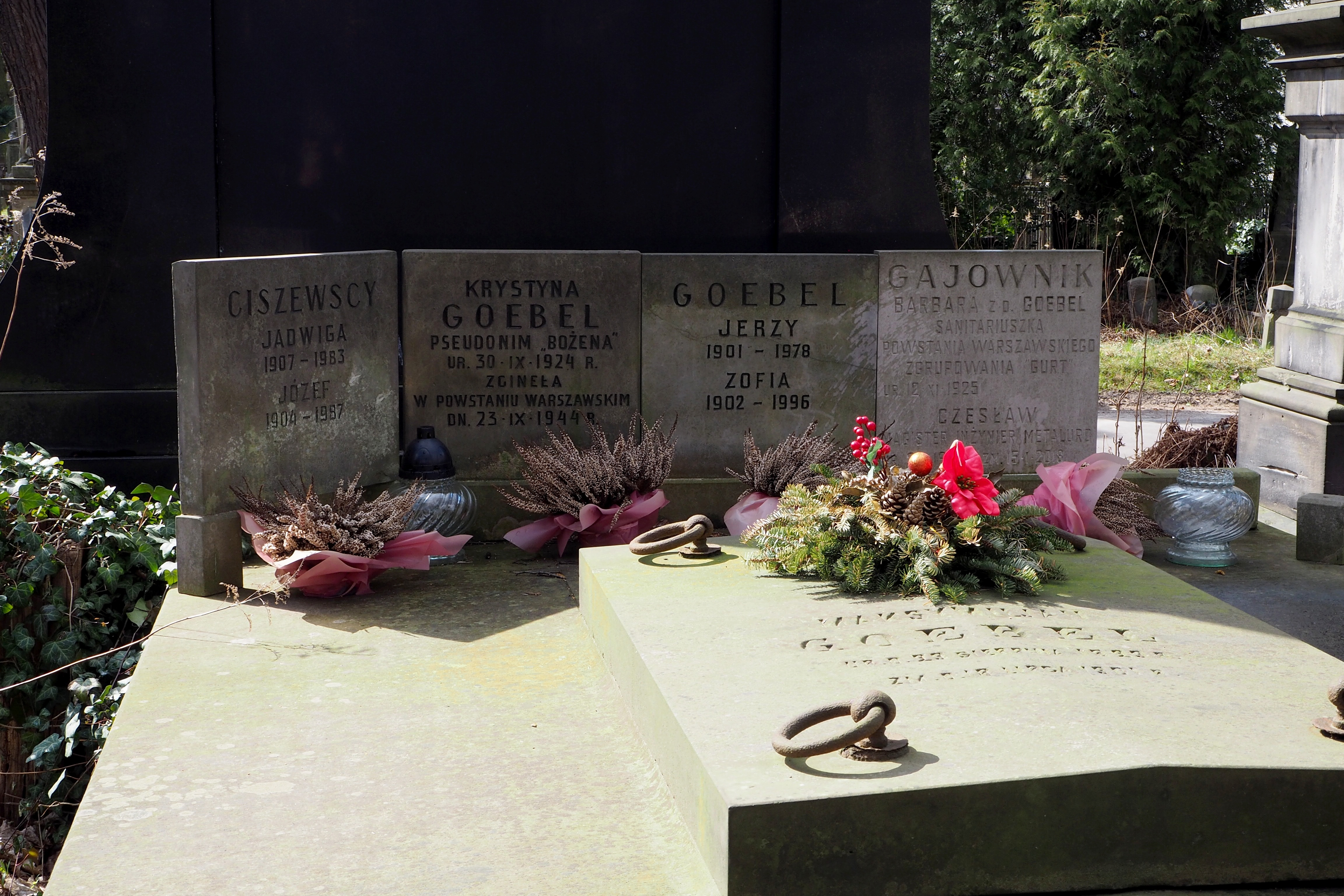
Grób piłkarza Józefa Ciszewskiego na cmentarzu ewangelicko-augsburskim przy ul. Młynarskiej w Warszawie

Autor książki Jak zdobyć mistrzostwo w piłce nożnej wydanej przez wydawnictwo „Prasa Wojskowa” w 1948 roku w Warszawie. Książka ta opisuje dość dokładnie przebieg postępowania treningów i ćwiczeń piłkarskich. Przed wojną, w czasie II wojny światowej i po wojnie wychowawca sportowej młodzieży, nauczyciel wychowania fizycznego m.in. w I Gimnazjum Męskim im. Sowińskiego w Warszawie. Został pochowany na cmentarzu ewangelicko-augsburskim w Warszawie.

## Ordery i odznaczenia
- Złoty Krzyż Zasługi (14 września 1946)[4]
- Srebrny Krzyż Zasługi (19 marca 1931)[5]

## Sukcesy
Cracovia
- mistrzostwo Polski: 1932